# 中井履軒
中井 履軒（なかい りけん、享保17年5月26日（1732年6月18日） - 文化14年2月15日（1817年4月1日））は、江戸時代中・後期の儒学者。折衷学派・懐徳堂学派に属する。名は積徳、字は処叔（しょしゅく）、通称は徳二、別号は幽人。
中井甃庵の次男として生まれ、五井蘭洲に朱子学を学び、兄中井竹山とともに大坂の学問所懐徳堂の全盛期を支え、懐徳堂学派で最大の学問的業績を残した。大正3年（1914年）、従四位を追贈された。

## 人物
兄の竹山とともに江戸後期の上方を代表する学者だった。懐徳堂の五代学主に名目上就くが、その経営にはあまり積極的でなく、別に私塾水哉館を創設し、そこで学究としてさらに独自の研究を行った。彼の息子に後に水哉館を継いだ中井柚園がいる。また、山片蟠桃にも大きな影響を与えた。
「履軒」という号は『周易』の語に因んだものである。『周易』「履」卦の九二の爻辞に、「履道坦坦、幽人貞吉(道を履むこと坦坦たり。幽人貞にして吉)」とあり、その象伝に「幽人貞吉、中不自亂也(幽人貞吉とは、中自から乱れざるなり)」と説いている。これは、正しい道を坦々と履んで野に隠れている人であれば、その心中が穏やかで欲によって乱されることがないから、正しくて吉であるという意味を表している。

## 学問
経学者として古典の注釈を行い、『論語雕題』『七経雕題』『七経雕題略』などを著わした。これらは『七経逢原』全三十三巻として集大成された。また『中庸逢原』において『中庸』にとりわけ高い評価を与えた。彼の書物の題名に頻出する「雕題」とは、先行する優れた書物の欄外に注釈を記すことを意味しており、のちにそれらの注釈を集めて独自の思想に大成したが、それが彼の学問の基本的な方法論であった。
経学だけでなく、天文学などの自然科学にも通じていた。西洋天文学を本格的に学んだ人物である麻田剛立を寄寓させ、彼との交流から多くを学んだ。また、明末清初の游子六による西洋天文学の概説書『天経或問』を読み、同書を解説した『天経或問雕題』を著し、天体図も作成した。天文学説としては、ティコ・ブラーエの宇宙モデルを支持した。
天文学以外では、博物図譜『左九羅（さくら）帖』や、解剖図『越俎弄筆』、顕微鏡観察記録『顕微鏡記』も残している。さらには反古紙を使って古代中国の衣服「深衣」を復元作製し、『深衣図解』を著すなどした。
その他、自らを架空の理想国家「華胥国（かしょこく）」の王に擬し、国家の統治のあり方を論じた『華胥国物語』などの著作もある。懐徳堂文人の特色とされる合理的・近代的な学風は、主にこの履軒によって確立されたと言える。

## 著述
- 『華胥国物語』
- 『四茅議』（恤刑茅議・均田茅議・攘斥茅議・浚河茅議）
- 『通語』
- 『有間星』
- 『遺草合巻』
- 『越俎弄筆』- 湯城吉信「『越俎弄筆』の構成と内容」（『中井履軒の科学思想―その暦学・時法・解剖学』(平成18・19年度科学研究費補助金研究成果報告書、2008年）参照。

- 『華胥国新暦』- 湯城吉信「中井履軒の暦法と時法―その『華胥国暦』を読む（『中国研究集刊』43号、2007年）参照。
- 『顕微鏡記』
- 『史記雕題』
- 『中庸錯簡説』
- 『中庸懐徳堂定本』
- 『中庸断』
- 『中庸雕題』
- 『中庸雕題略』
- 『中庸天楽楼定本』
- 『中庸逢原』
- 『詩雕題』
- 『毛詩雕題附言』
- 『論語雕題』
- 『論語雕題略』
- 『論語逢原』- 湯城吉信「中井履軒《論語逢原》的特徴―多用比喩的具體解釈」（『國際漢學論叢』 5輯、2016年）参照。
- 『荘子雕題』- 湯城吉信「中井履軒の老荘観」（『中国研究集刊』46号、2008年）参照。
- 『孟子雕題』
- 『孟子雕題略』
- 『非物継声篇』- 湯城吉信「中井履軒『非物継声篇』の成立について 」（『中国研究集刊 』49号、2009年）参照。
- 『洛汭奚嚢』- 湯城吉信「『洛汭奚嚢』―中井履軒の京都行」（『懐徳堂センター報』 2004、2004年）参照。

### 伝記文献
- 『中井竹山・中井履軒　叢書・日本の思想家24』明徳出版社、1980年
井上明大・加地伸行解説。前者は小堀一正・山中浩之解説
- 塘耕次『中井履軒『周易逢原』と朱子『周易本義』』汲古書院、2023年